# Alexandru Suțu
Alexandru Nicolae Suțu (n. 1758, Constantinopol, Imperiul Otoman – d. 18 ianuarie 1821, București, Țara Românească), a fost un domn al Moldovei, caimacam și domn al Țării Românești.

## Domnii
A fost domn al Moldovei între 28 iunie/10 iulie 1801–19 septembrie/1 octombrie 1802 și domn al Țării Românești de patru ori: 20 iunie/2 iulie 1802–13/25 august 1802 (caimacam); 12/24 august 1806–3/15 octombrie 1806; decembrie 1806; 5/17 noiembrie 1818–19/31 ianuarie 1821.
A fost dragoman al Flotei (1797 – 1799), mare dragoman al Porții otomane (martie 1799 – septembrie 1802). Numit domn în Moldova în locul lui Constantin Ipsilanti, care era bănuit de legături cu rușii. Boierii din cele două Țări Române, sub influența ideilor din vest și datorită politicii rusești, cereau cu insistență turcilor stabilirea unui tribut fix și încetarea abuzurilor. Politica lui Napoleon și campania sa din Egiptul deținut de Otomani a făcut ca relațiile dintre Rusia și Turcia să se îmbunătățească și astfel, s-a ajuns la stabilirea uni tribut fix de 619 pungi pentru Țara Românească și de 135 de pungi pentru Moldova, iar durata unei domnii a fost fixată la 7 ani. Rusia urmărea să aibă un domn devotat în Moldova, astfel că i-a adus lui Suțu unele acuze, printre care și aceea că grecii care îl înconjurau făceau abuzuri. Nu a apucat să răspundă acuzelor, pentru că în iulie 1802 a fost desemnat să domnească în Țara Românească, lăsând în Moldova un caimacam, dar în octombrie este mazilit și înlocuit pe ambele tronuri cu oameni devotați politicii rusești. Aceștia erau: Constantin Ipsilanti în Țara Românească și Alexandru Moruzi în Moldova. Ei trebuiau să domnească timp de 7 ani, conform cu noul tratat.
În preajma noului război ruso-turc (1806 – 1812), sultanul i-a destituit pe cei doi domni, iar Suțu a reprimit domnia Țării Românești. Deoarece rușii au intrat în Țările Române, Poarta s-a văzut silită să-i pună în drepturi pe vechii domni.
În timpul ultimei domnii (1818 – 1821), simțind că tronul îi este amenințat de revoluția grecească care se afla în pregătire de partida boierilor patrioți, s-a grăbit să-și adune avere fără scrupule.
În 1820, Poarta va schimba criteriile după care domnii fanarioți puteau fi aleși în funcție, limitând numărul familiilor care puteau oferi domni la patru (printre care și cea a lui Alexandru Suțu). Ca urmare a acestei schimbări, Șuțu va accepta să susțină 50 de familii din Fanar, din bugetul Țării Românești (aproximativ 17% din bugetul principatului).
Se presupune că a murit otrăvit de eteriști care îl priveau ca pe o piedică în calea revoluției lor.